# Alu 인자
Alu 인자(Alu element)는 인간과 일부 포유류에게서 발견되는 짧고 반복적인 DNA의 한 구간이다. 특히 인간을 포함한 영장류에게 고도로 보존되어 있으며, 유전학에서는 종이나 개체를 식별하는 유전자 마커로서 이용되기도 했다. 자기 복제 외에 알려진 기능이 없어 '이기적' 또는 '기생적' DNA로도 묘사되었다. 그러나 Alu의 돌연변이와 전이하는 성질은 영장류의 진화 과정에 중요한 역할을 했다고 추정된다. 최근에는 Alu의 삽입 변이가 특정 암 등 유전적 질환을 일으킨다는 연구들이 나오고 있다.

## 같이 보기
- 트랜스포존
- 집단유전학